# نادیا حسین
نادیا جمیر حسین (انگلیسی: Nadiya Jamir Hussain؛ زادهٔ ۲۵ دسامبر ۱۹۸۴) ستاره، مجری، ستون‌نویس، پدیدآور اهل بریتانیا است. وی از سال ۲۰۱۵ میلادی تاکنون مشغول فعالیت بوده‌است. حسین با بردن سری ششم مسابقه کیک‌پزی بزرگ بریتانیا در سال ۲۰۱۵ به شهرت رسید.
در سال ۲۰۱۷ نام حسین توسط دیبرتز در فهرست ۵۰۰ فرد قدرتمند در بریتانیا قرار گرفت. نام وی به عنوان یکی از زنان اثرگذار و الهام‌بخش در سراسر جهان، در فهرست ۱۰۰ زن بی‌بی‌سی قرار گرفته‌است.